# X-41 (宇宙機)
X-41 Common Aero Vehicle
初期CAVのコンセプト
- 用途：大気圏再突入実験機
- 製造者：
- 運用者：DARPA
- 生産数：0
- 運用状況：キャンセル

X-41は、アメリカ空軍が開発しているスペースプレーン。軍事機密であり詳細は明らかにはなっておらず、写真なども一般に公表されていない。

## 概要
軍用スペースプレーン開発の一環であり、そのための技術研究機材である。弾道飛行を行う機体であり、Common Aero Vehicle（CAV）として、ペイロードには多様な機材を搭載する。その上で、正確な軌道飛行の実施および軌道上におけるペイロードの放出もしくは爆撃の実施に関する研究などを行うこととされていた。2003年には初飛行が行われる予定であったが、これはキャンセルされている。